# Gabriel Okechukwu
Gabriel Okechukwu (* 26. August 1995 in Abuja) ist ein nigerianischer Fußballspieler.

## Karriere

### Verein
Gabriel Okechukwu stand bis 2015 beim TEAP FC im nigerianischen Abuja. Von Februar 2015 bis Juni 2015 wurde er an den maltesischen Verein FC St. George’s nach Cospicua ausgeliehen. Am 1. Februar 2016 wechselte er in die Ukraine. Hier schloss er sich Karpaty Lwiw an. Der Verein aus Lwiw spielte in der ersten Liga, der Premjer-Liha. 2017 kehrte er nach Nigeria zurück. Hier spielte er bis August 2018 für Akwa United. Im August 2018 ging er nach Marokko, wo er einen Vertrag bei Wydad Casablanca in Casablanca unterschrieb. 2019 wurde er mit Wydat marokkanischer Meister. Das erste Halbjahr 2020 wurde er an den marokkanischen Verein SCC Mohammédia ausgeliehen. Nach Vertragsende in Casablanca wechselte er Anfang 2021 nach Japan. Hier unterschrieb er einen Vierjahresvertrag bei Hokkaido Consadole Sapporo. Der Verein aus Sapporo spielte in der höchsten Liga des Landes, der J1 League. Im August 2021 wechselte er auf Leihbasis zum Drittligisten Fukushima United FC. Für Fukhusihma absolvierte er zwei Drittligaspiele. Nachdem er nach der Ausleihe nach Sapporo zurückgekehrt war, wurde sein Vertrag nicht verlängert.
Seit dem 1. Februar 2022 ist Okechukwu vertrags- und vereinslos.

### Nationalmannschaft
Gabriel Okechukwu spielte 2018 viermal in der nigerianischen Nationalmannschaft.

## Erfolge
Wydad Casablanca
- Marokkanischer Meister: 2018/19